# Doug Christie
Douglas Dale Christie (Seattle, Washington, 9 de mayo de 1970) es un exjugador y entrenador de baloncesto estadounidense que disputó 15 temporadas en la NBA. Con 1,98 metros de estatura jugaba en la posición de escolta.

## Trayectoria deportiva

### Universidad
Después de ganar el campeonato estatal con su high school, eligió Pepperdine para su carrera universitaria. Tras tres temporadas, en las que promedió 16 puntos, 5,1 rebotes y 4,5 asistencias, consiguió hacerse un nombre a nivel nacional, y que los equipos profesionales se fijaran en él.

### Profesional
Fue elegido en el puesto 17 del Draft de la NBA de 1992 por Seattle Supersonics, pero debido a un problema de contrato, nunca llegó a jugar en su ciudad, siendo traspasado ya avanzada la temporada a Los Angeles Lakers. Allí estuvo durante temporada y media, pero fue usado muy poco por su entrenador. Fue traspasado a New York Knicks, pero tampoco tuvo suerte, debido en parte a las lesiones que le hicieron perderse muchos partidos. A mediados de la temporada 1995-96 fue de nuevo traspasado a Toronto Raptors, donde por fin consiguió un hueco en el cinco inicial y pudo demostrar sus cualidades. En sus 5 años en Canadá obtuvo unas buenas cifras de más de 14 puntos y 2 robos de balón por partido, apareciendo siempre entre los primeros de la liga en este apartado.
En la temporada 2000-01 fue traspasado a Sacramento Kings, donde se mostró como un extraordinario defensor, apareciendo durante 4 años consecutivos en los mejores quintetos defensivos de la liga. A pesar de ello, fue traspasado a Orlando Magic en 2005 a cambio de Cuttino Mobley, donde tras una lesión en la rodilla fue despedido. Firmó entonces un contrato de un año con Dallas Mavericks, pero de nuevo los problemas en la rodilla lo apartaron del equipo. En la temporada 2006-07 firmó dos contratos de 10 días con los Clippers, tras los cuales debido a sus problemas de rodilla, permaneció como agente libre hasta su retirada. En sus 15 años como profesional promedió 11,2 puntos, 4,1 rebotes y 1,9 robos de balón.

### Entrenador
Tras un breve paso como comentarista deportivo en la NBC, se convirió en entrenador asistente de los Sacramento Kings en agosto de 2021. Fue nombrado entrenador principal de los Kings, de forma interina, el 27 de diciembre de 2024 tras la destitución de Mike Brown.

## Estadísticas de su carrera en la NBA

### Temporada regular
| Temporada | Edad | Equipo               | Liga | P   | TIT | MIN  | TC  | TCA  | %TC  | 3P  | 3PA | %3P  | TL  | TLA | %TL  | R.OF. | R.DEF. | REB | ASIS | ROB | TAP | PER | FP  | PTS  |
| 1992-93   | 22   | Los Angeles Lakers   | NBA  | 23  | 0   | 14.4 | 2.0 | 4.6  | .425 | 0.1 | 0.5 | .167 | 2.2 | 2.9 | .758 | 1.0   | 1.2    | 2.2 | 2.3  | 1.0 | 0.2 | 2.2 | 2.3 | 6.2  |
| 1993-94   | 23   | Los Angeles Lakers   | NBA  | 65  | 34  | 23.3 | 3.8 | 8.6  | .434 | 0.6 | 1.8 | .328 | 2.2 | 3.2 | .697 | 1.4   | 2.2    | 3.6 | 2.1  | 1.4 | 0.4 | 2.2 | 2.9 | 10.3 |
| 1994-95   | 24   | New York Knicks      | NBA  | 12  | 0   | 6.6  | 0.4 | 1.8  | .227 | 0.1 | 0.6 | .143 | 0.3 | 0.4 | .800 | 0.3   | 0.8    | 1.1 | 0.7  | 0.2 | 0.1 | 1.1 | 1.5 | 1.3  |
| 1995-96   | 25   | TOTAL                | NBA  | 55  | 17  | 18.8 | 2.7 | 6.1  | .445 | 0.8 | 1.9 | .434 | 1.3 | 1.7 | .742 | 0.6   | 2.2    | 2.8 | 2.1  | 1.3 | 0.3 | 1.7 | 2.6 | 7.5  |
| 1995-96   | 25   | New York Knicks      | NBA  | 23  | 0   | 9.5  | 1.5 | 3.2  | .479 | 0.4 | 0.8 | .526 | 0.6 | 1.0 | .591 | 0.3   | 1.1    | 1.5 | 1.1  | 0.5 | 0.1 | 0.8 | 1.8 | 4.0  |
| 1995-96   | 25   | Toronto Raptors      | NBA  | 32  | 17  | 25.6 | 3.6 | 8.3  | .436 | 1.1 | 2.7 | .414 | 1.8 | 2.2 | .789 | 0.8   | 2.9    | 3.8 | 2.9  | 1.8 | 0.5 | 2.4 | 3.1 | 10.1 |
| 1996-97   | 26   | Toronto Raptors      | NBA  | 81  | 81  | 38.6 | 4.9 | 11.7 | .417 | 1.8 | 4.7 | .384 | 2.9 | 3.8 | .775 | 1.0   | 4.3    | 5.3 | 3.9  | 2.5 | 0.6 | 2.5 | 3.0 | 14.5 |
| 1997-98   | 27   | Toronto Raptors      | NBA  | 78  | 78  | 37.7 | 5.9 | 13.7 | .428 | 1.3 | 3.9 | .326 | 3.5 | 4.2 | .829 | 1.2   | 4.0    | 5.2 | 3.6  | 2.4 | 0.7 | 2.9 | 2.5 | 16.5 |
| 1998-99   | 28   | Toronto Raptors      | NBA  | 50  | 50  | 35.4 | 5.0 | 13.0 | .388 | 1.0 | 3.2 | .304 | 4.1 | 4.9 | .841 | 1.2   | 3.0    | 4.1 | 3.7  | 2.3 | 0.5 | 2.4 | 2.2 | 15.2 |
| 1999-00   | 29   | Toronto Raptors      | NBA  | 73  | 73  | 31.0 | 4.3 | 10.5 | .407 | 1.4 | 3.8 | .360 | 2.5 | 3.0 | .843 | 0.9   | 3.0    | 3.9 | 4.4  | 1.4 | 0.6 | 2.0 | 2.3 | 12.4 |
| 2000-01   | 30   | Sacramento Kings     | NBA  | 81  | 81  | 36.3 | 3.8 | 9.7  | .395 | 1.2 | 3.1 | .376 | 3.5 | 3.9 | .897 | 1.2   | 3.2    | 4.4 | 3.6  | 2.3 | 0.6 | 1.9 | 2.8 | 12.3 |
| 2001-02   | 31   | Sacramento Kings     | NBA  | 81  | 81  | 34.5 | 4.2 | 9.1  | .460 | 1.1 | 3.2 | .352 | 2.5 | 3.0 | .851 | 0.9   | 3.7    | 4.6 | 4.2  | 2.0 | 0.3 | 2.0 | 2.6 | 12.0 |
| 2002-03   | 32   | Sacramento Kings     | NBA  | 80  | 80  | 33.9 | 3.3 | 7.0  | .479 | 0.9 | 2.3 | .395 | 1.8 | 2.2 | .810 | 0.8   | 3.5    | 4.3 | 4.7  | 2.3 | 0.5 | 1.8 | 2.3 | 9.4  |
| 2003-04   | 33   | Sacramento Kings     | NBA  | 82  | 82  | 33.9 | 3.9 | 8.4  | .461 | 0.6 | 1.7 | .345 | 1.8 | 2.1 | .860 | 0.8   | 3.2    | 4.0 | 4.2  | 1.8 | 0.5 | 1.9 | 2.3 | 10.1 |
| 2004-05   | 34   | TOTAL                | NBA  | 52  | 44  | 29.3 | 2.5 | 6.4  | .392 | 0.3 | 1.2 | .242 | 1.3 | 1.5 | .897 | 0.7   | 2.7    | 3.4 | 3.8  | 1.5 | 0.3 | 2.0 | 2.0 | 6.6  |
| 2004-05   | 34   | Sacramento Kings     | NBA  | 31  | 31  | 32.1 | 2.7 | 6.6  | .407 | 0.3 | 1.3 | .256 | 1.6 | 1.8 | .893 | 0.9   | 3.0    | 4.0 | 4.9  | 1.4 | 0.4 | 2.2 | 2.0 | 7.3  |
| 2004-05   | 34   | Orlando Magic        | NBA  | 21  | 13  | 25.2 | 2.2 | 6.1  | .367 | 0.2 | 1.1 | .217 | 1.0 | 1.0 | .909 | 0.4   | 2.1    | 2.6 | 2.2  | 1.8 | 0.2 | 1.7 | 2.1 | 5.7  |
| 2005-06   | 35   | Dallas Mavericks     | NBA  | 7   | 7   | 26.4 | 1.3 | 3.7  | .346 | 0.0 | 0.1 | .000 | 1.1 | 1.7 | .667 | 0.3   | 1.6    | 1.9 | 2.0  | 1.3 | 0.1 | 0.9 | 1.4 | 3.7  |
| 2006-07   | 36   | Los Angeles Clippers | NBA  | 7   | 0   | 11.7 | 0.7 | 2.4  | .294 | 0.1 | 0.9 | .167 | 0.3 | 0.4 | .667 | 0.4   | 1.1    | 1.6 | 1.1  | 0.4 | 0.1 | 0.7 | 1.6 | 1.9  |
| Total     |      |                      | NBA  | 827 | 708 | 31.5 | 3.9 | 9.2  | .426 | 1.0 | 2.7 | .354 | 2.4 | 3.0 | .821 | 1.0   | 3.1    | 4.1 | 3.6  | 1.9 | 0.5 | 2.1 | 2.5 | 11.2 |

### Playoffs
| Temporada | Edad | Equipo             | Liga | P  | TIT | MIN  | TC  | TCA  | %TC  | 3P  | 3PA | %3P  | TL  | TLA | %TL  | R.OF. | R.DEF. | REB | ASIS | ROB | TAP | PER | FP  | PTS  |
| 1992-93   | 22   | Los Angeles Lakers | NBA  | 5  | 0   | 7.8  | 0.8 | 2.2  | .364 | 0.2 | 0.6 | .333 | 0.0 | 0.0 |      | 0.2   | 0.6    | 0.8 | 1.2  | 0.4 | 0.4 | 0.8 | 1.0 | 1.8  |
| 1994-95   | 24   | New York Knicks    | NBA  | 2  | 0   | 3.0  | 0.0 | 2.0  | .000 | 0.0 | 0.0 |      | 0.0 | 0.0 |      | 0.0   | 0.0    | 0.0 | 0.0  | 0.0 | 0.0 | 0.5 | 1.5 | 0.0  |
| 1999-00   | 29   | Toronto Raptors    | NBA  | 3  | 1   | 20.3 | 1.0 | 4.3  | .231 | 1.0 | 2.7 | .375 | 1.0 | 2.0 | .500 | 0.3   | 1.3    | 1.7 | 2.0  | 1.3 | 0.3 | 1.3 | 3.3 | 4.0  |
| 2000-01   | 30   | Sacramento Kings   | NBA  | 8  | 8   | 38.0 | 3.1 | 8.5  | .368 | 0.6 | 2.1 | .294 | 3.0 | 3.6 | .828 | 0.9   | 3.5    | 4.4 | 3.3  | 2.5 | 1.1 | 2.4 | 3.9 | 9.9  |
| 2001-02   | 31   | Sacramento Kings   | NBA  | 16 | 16  | 40.3 | 3.4 | 8.3  | .409 | 1.1 | 4.0 | .266 | 3.3 | 4.1 | .800 | 1.2   | 4.6    | 5.8 | 4.9  | 2.1 | 0.6 | 2.8 | 4.0 | 11.1 |
| 2002-03   | 32   | Sacramento Kings   | NBA  | 12 | 12  | 31.8 | 3.1 | 8.3  | .374 | 0.5 | 2.0 | .250 | 2.4 | 2.6 | .935 | 1.3   | 4.9    | 6.2 | 4.6  | 1.0 | 0.3 | 1.8 | 1.8 | 9.1  |
| 2003-04   | 33   | Sacramento Kings   | NBA  | 12 | 12  | 38.4 | 4.7 | 11.8 | .397 | 1.1 | 2.8 | .394 | 3.4 | 4.0 | .854 | 1.4   | 4.8    | 6.2 | 3.9  | 1.8 | 0.4 | 1.8 | 2.9 | 13.8 |
| Total     |      |                    | NBA  | 58 | 49  | 32.7 | 3.1 | 8.1  | .382 | 0.8 | 2.6 | .302 | 2.6 | 3.1 | .832 | 1.0   | 3.9    | 4.9 | 3.8  | 1.6 | 0.5 | 2.0 | 2.9 | 9.5  |

## Estadísticas como entrenador
| Equipo     | Temp.   | P  | G  | P    | %G-P | Clasificación  | PPO | GPO | PPO | %G-P | Resultado   |
| ---------- | ------- | -- | -- | ---- | ---- | -------------- | --- | --- | --- | ---- | ----------- |
| Sacramento | 2024-25 | 51 | 27 | 24   | .529 | 4.º en Pacific | —   | —   | —   | —    | No Playoffs |
| Total      | 51      | 27 | 24 | .529 |      | 0              | 0   | 0   | —   |      |             |

## Logros y reconocimientos
Universidad
- 2 veces Jugador del Año de la WCC (1991, 1992)
- 2 veces incluido en el First-team All-WCC (1991, 1992)

NBA
- Elegido en el mejor quinteto defensivo de la NBA en 2003, y otras 3 veces más en el segundo (2001, 2002, 2004).
- En la temporada 2000-01, obtuvo el mayor total de robos, con (183), pero fue tercero en promedio (2.26)..